# کیت آنتونی
کیت آنتونی (انگلیسی: Kate Anthony؛ زادهٔ ۱۱ آوریل ۱۹۶۴) بازیگر اهل بریتانیا است. وی از سال ۱۹۹۰ میلادی تاکنون مشغول فعالیت بوده‌است.
از فیلم‌ها یا مجموعه‌های تلویزیونی که وی در آن‌ها نقش داشته‌است، می‌توان به خیابان کورونیشن، ایست‌اندرز، شهر هالبی، پدر براون و در اشاره نمود.